# Raymond E. Willis
Raymond E. Willis (Waterloo, 1875. augusztus 11. – Angola, 1956. március 21.) az Amerikai Egyesült Államok szenátora (Indiana, 1941–1947).